# NGC 7347
NGC 7347 é uma galáxia espiral (Sc) localizada na direcção da constelação de Pegasus. Possui uma declinação de +11° 01' 40" e uma ascensão recta de 22 horas, 39 minutos e 56,0 segundos.
A galáxia NGC 7347 foi descoberta em 9 de Outubro de 1830 por John Herschel.